# وزارة الداخلية (الإمارات)
وزارة الداخلية، هي وزارة إتحادية في دولة الإمارات العربية المتحدة، تتمثل مهامها في حماية أمن الدولة وإنشاء وتنظيم قوات الأمن والشرطة والإشراف عليها وتنظيم حركة السير والمرور على الطرق الداخلية والخارجية وتوفير الحماية والسلامة للمنشآت والممتلكات، بالإضافة إلى تطوير الوسائل والإمكانيات وإنشاء الشرطة العصرية التي تتوفر لها الكفاءة والمقدرة على مواجهة الجريمة وإقرار الأمن وتوفير الاستقرار والسلامة لجميع المواطنين والمقيمين على أرض الدولة.

## قائمة الوزراء
| # | شاغل المنصب                  | بداية المنصب   | نهاية المنصب   | رئيس مجلس الوزراء      |
| - | ---------------------------- | -------------- | -------------- | ---------------------- |
| 1 | الشيخ مبارك بن محمد آل نهيان | 9 ديسمبر 1971  | 19 نوفمبر 1990 | مكتوم بن راشد آل مكتوم |
| 2 | حمودة بن علي                 | 20 نوفمبر 1990 | 24 مارس 1997   | مكتوم بن راشد آل مكتوم |
| 3 | محمد سعيد البادي             | 25 مارس 1997   | 10 فبراير 2006 | مكتوم بن راشد آل مكتوم |
| 4 | الشيخ سيف بن زايد آل نهيان   | 11 فبراير 2006 | في المنصب      | محمد بن راشد آل مكتوم  |